# Hillerslev Kirke (Faaborg-Midtfyn Kommune)
 For alternative betydninger, se Hillerslev Kirke. (Se også artikler, som begynder med Hillerslev Kirke)
Hillerslev Kirke er en kirke i landsbyen Hillerslev ca. 15 km nordøst for Faaborg på Sydfyn.